# Autonome Mongoolse en Tibetaanse Prefectuur Haixi
De autonome Mongoolse en Tibetaanse Prefectuur Haixi (Vereenvoudigd Chinees: 海西蒙古族藏族自治州; Pinyin: Hǎixī Měnggǔzú Zàngzú Zìzhìzhōu; Tibetaans: མཚོ་ནུབ་སོག་རིགས་ཆ་བོད་རིགས་རང་སྐྱོང་ཁུལ་; (Mtsho-nub Sog-rigs dang Bod-rigs rang-skyong-khul)) is een autonome prefectuur voor Tibetanen en Mongolen in de provincie Qinghai, China. De prefectuur ligt in het westen van de provincie en bestaat grotendeels uit hoogvlakten of bergen en is zeer dunbevolkt. De hoofdstad van de prefectuur is Delingha en de grootste stad is Golmud. In het verleden was Haixi onderdeel van de historische Tibetaanse provincie Amdo.

## Bestuurlijke divisies
De regio bestaat uit 13 divisies op arrondissementniveau.
| Arrondissement               | Arrondissement | Bestuurlijk centrum | Bestuurlijk centrum |
| Naam                         | Chinees        | Naam                | Chinees             |
| ---------------------------- | -------------- | ------------------- | ------------------- |
| Stadsarrondissement Delingha | 德令哈市       |                     |                     |
| Stadsarrondissement Golmud   | 格尔木市       |                     |                     |
| Arrondissement Ulan          | 乌兰县         | Xireg               | 希里沟镇            |
| Arrondissement Dulan         | 都兰县         | Qagan Us            | 察汗乌苏镇          |
| Arrondissement Tianjun       | 天峻县         | Xinyuan             | 新源镇              |
| Bestuurlijk comité Lenghu    | 冷湖行委       | Lenghu              | 冷湖镇              |
| Bestuurlijk comité Da Qaidam | 大柴旦行委     | Da Qaidam           | 大柴旦镇            |
| Bestuurlijk comité Mangya    | 茫崖行委       | Huatugou            | 花土沟镇            |